# مزغنة
مزغنة، هي بلدية من بلديات دائرة تابلاط ولاية المدية الجزائرية.
نشات في 01/12/1984 مساحتها70.17كلم مربع منها 6481 هكتار فلاحية يحدها شمالا بلدية تابلاط وجنوبا بلدية القلب الكبير شرقا بلدية الميهوب وغربا بلدية بوشراحيل .